# Rapport Casement

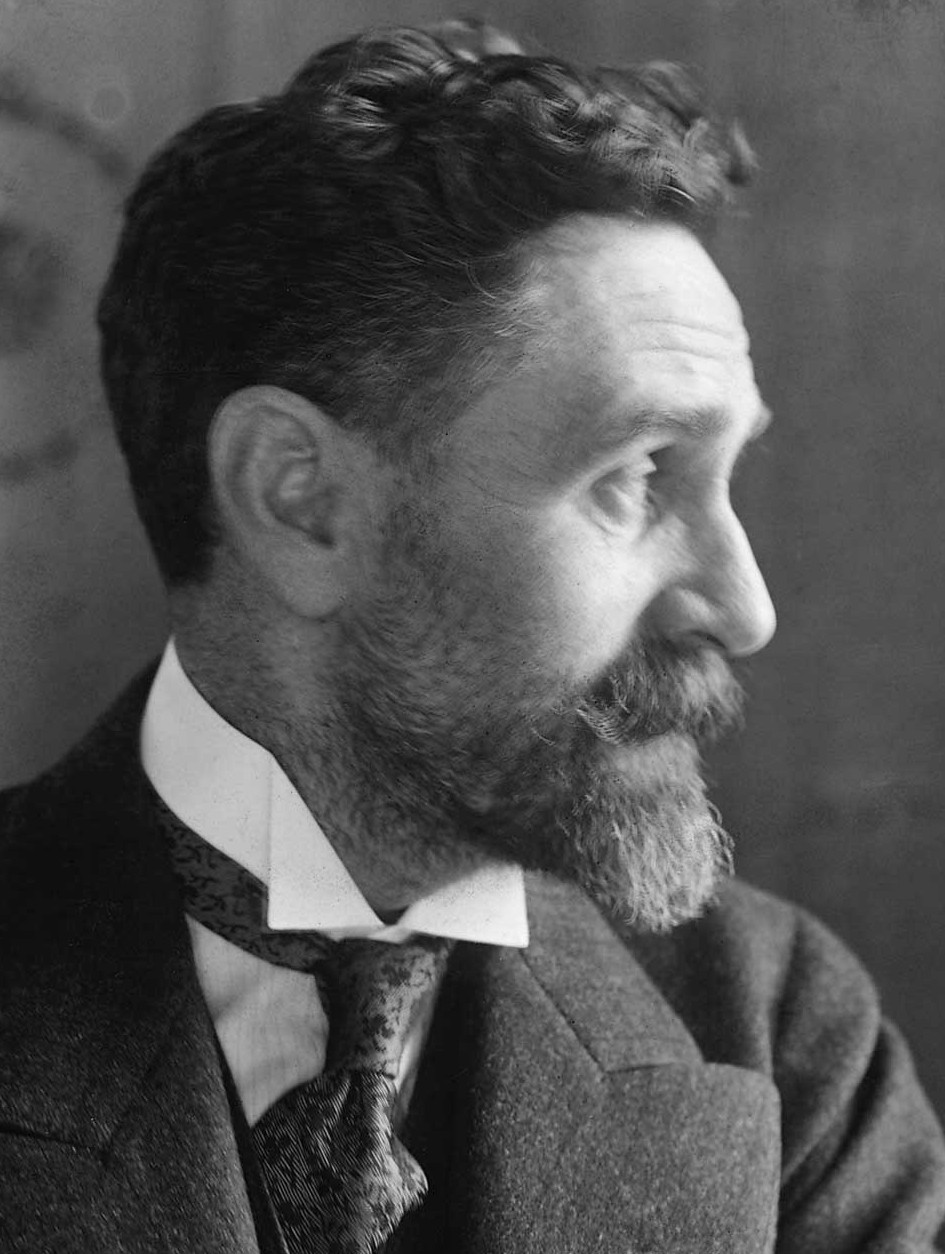
Roger Casement

Le rapport Casement est un document datant de 1904 écrit par le diplomate et combattant de l'indépendance irlandaise, Roger Casement (1864-1916). Il est chargé par le Foreign Office de recueillir de nombreux témoignages directs sur les abus commis dans l’État indépendant du Congo qui était à l'époque la propriété privée du roi Léopold II de Belgique. Ce rapport très détaillé a contribué à ce que le souverain belge renonce à ses possessions privées en Afrique. L'État du Congo était une propriété privée du roi Léopold II accordée lors de la conférence de Berlin en 1885. Celui-ci en exploitait les ressources naturelles (principalement le caoutchouc) pour son bénéfice personnel.

## Prélude: L'affaire Stokes
C'est en interceptant des lettres que le capitaine Hubert-Joseph Lothaire, commandant des forces de L’État indépendant du Congo lors de la campagne d'Ituri, apprit que Charles Stokes (né à Dublin) était en route depuis l'Afrique Orientale Allemande vers l'est de la région du Congo pour vendre des armes aux esclavagistes Zanzibari. Stokes fut arrêté et amené au Capitaine Lothaire à Lindi qui forma immédiatement une cour martiale de campagne. Stokes fut reconnu coupable de la vente de fusils, de poudre à canon et de détonateurs aux ennemis de l'État indépendant du Congo, les Arabo-Swahilis. Le 14 janvier 1895, il fut condamné à mort et pendu le jour suivant.
Pour Lothaire, Charles Stokes n'était rien de moins qu'un criminel et sa pendaison était pleinement justifiée. Lord Salisbury, le Premier Ministre d'Angleterre de l'époque, affirma que si Stokes était affilié au commerce d'esclave arabe, il méritait sa condamnation. Sir John Kirk, Consul britannique à Zanzibar, fit remarquer « il n'est d'aucune perte pour nous, bien qu'il s'agit d'un honnête homme. » La nouvelle de l’exécution de Stokes fut reçue avec indifférence par le British Foreign Office. Quand l'ambassadeur allemand demanda à Sir Thomas H. Sanderson, le sous-secrétaire d'État britannique aux affaires étrangères, si son gouvernement prévoyait de prendre de quelconques mesures concernant l'exécution, Sanderson écrivit : « Je ne comprends pas très bien pourquoi les Allemands nous pressent ».
En août 1895, l'attention de la presse britannique fut dirigée vers cette affaire par Lionel Decle, un journaliste de la Pall Mall Gazette. Les journaux commencèrent à rapporter les événements de manière très détaillée, le Daily News parla de « précipitation sanglante », The Times une « mort douloureuse et honteuse », le Liverpool Daily Post une « stupéfaction horrifiée parmi la race britannique », The Daily Telegraph « mort comme un chien », ajoutant « avons nous tous eu tort, pensant que même le plus audacieux des étrangers - sans parler d'aucun chef sauvage - y repenserait une, deux, trois fois avant qu'il porte la main à un sujet de la reine Victoria ».
En conséquence, le cas de Stokes se transforma en incident diplomatique, mieux connu sous le nom de l'Affaire Stokes. Ensemble, la Grande-Bretagne et l'Allemagne mirent sous pression l'État indépendant du Congo pour que celui-ci juge Lothaire, ce qui fut fait avec un premier procès dans la ville de Boma. L'État indépendant du Congo paya une compensation de 150 000 francs aux Anglais et 100 000 francs aux Allemands et publia un décret rendant impossible le fait d'imposer la loi martiale ou la peine de mort à des ressortissants européens sur son territoire. Le corps de Stokes fut retourné à sa famille.
Lothaire fut acquitté par deux fois, une première fois en avril 1896 par le tribunal de Boma et en 1896, le jugement fut confirmé en appel par la Cour Suprême du Congo à Bruxelles, menant la voie à la réhabilitation de Lothaire.
L'affaire Stokes mobilisa l'opinion publique britannique contre l'État indépendant du Congo. Elle écorna également l'image du roi Léopold II de Belgique comme un despote éclairé, image qu'il avait cultivé avec tant d'effort. Cette affaire encouragea la création de la Congo Reform Association - par Roger Casement - qui à son tour fit pression sur le gouvernement belge, ce qui mena à l'annexion de l'État indépendant du Congo par l'État belge en 1908.

## Publicité 1895-1903

Bien des années avant la publication du rapport Casement, il était déjà fait état d'abus largement répandus ainsi que d’exploitation de la population indigène du Congo. En 1895, la situation avait été signalée au Dr Henry Grattan Guinness (1861–1915), médecin missionnaire. Il avait établi la mission Congo-Balolo en 1889, et le roi Léopold II lui avait promis une action plus tard en 1895, mais rien ne changea. H. R. Fox-Bourne de la Société de Protection des Aborigènes avait publié en 1903 Civilisation in Congoland, et le journaliste E. D. Morel écrivit plusieurs articles concernant le comportement du gouvernement de Léopold II dans l’État indépendant du Congo.

Le 30 mai 1903 une motion présentée par le libéral Herbert Samuel fut débattue à la Chambre des Communes Britannique, celle-ci déboucha sur cette résolution:

« ... Que le gouvernement de l'État libre du Congo ayant, à ses débuts, garanti aux puissances que ses sujets autochtones devraient être gouvernés avec humanité, et qu'aucun monopole ou privilège commercial ne devrait être autorisé au sein de ses États, cette Chambre demande au gouvernement de sa Majesté de s'entretenir avec les autres puissances, signataires de l'Acte général de Berlin en vertu desquelles l'État libre du Congo existe, afin que des mesures puissent être adoptées pour atténuer les maux qui prévalent dans cet État. »

À la suite de quoi, le consul britannique de Boma au Congo et l'Irlandais Roger Casement furent instruits par le gouvernement Balfour afin d'enquêter. Le rapport fut publié en 1904, confirma les accusations de Morel et eut un impact considérable sur l'opinion publique.
Casement rencontra et devint ami de Morel juste avant la publication de son rapport en 1904 et réalisa qu'il avait trouvé l'allié qu'il cherchait. Casement convainquit Morel d'établir une organisation afin de s'occuper spécifiquement de la question du Congo. Avec Casement et l'assistance du Docteur Guinness, l'Association pour la Réforme du Congo fut mise en place et resta active jusqu'à la fin du contrôle de Léopold II sur l’État Indépendant du Congo. Des branches de l'association furent établies jusqu'aux États-Unis.

## Le rapport Casement

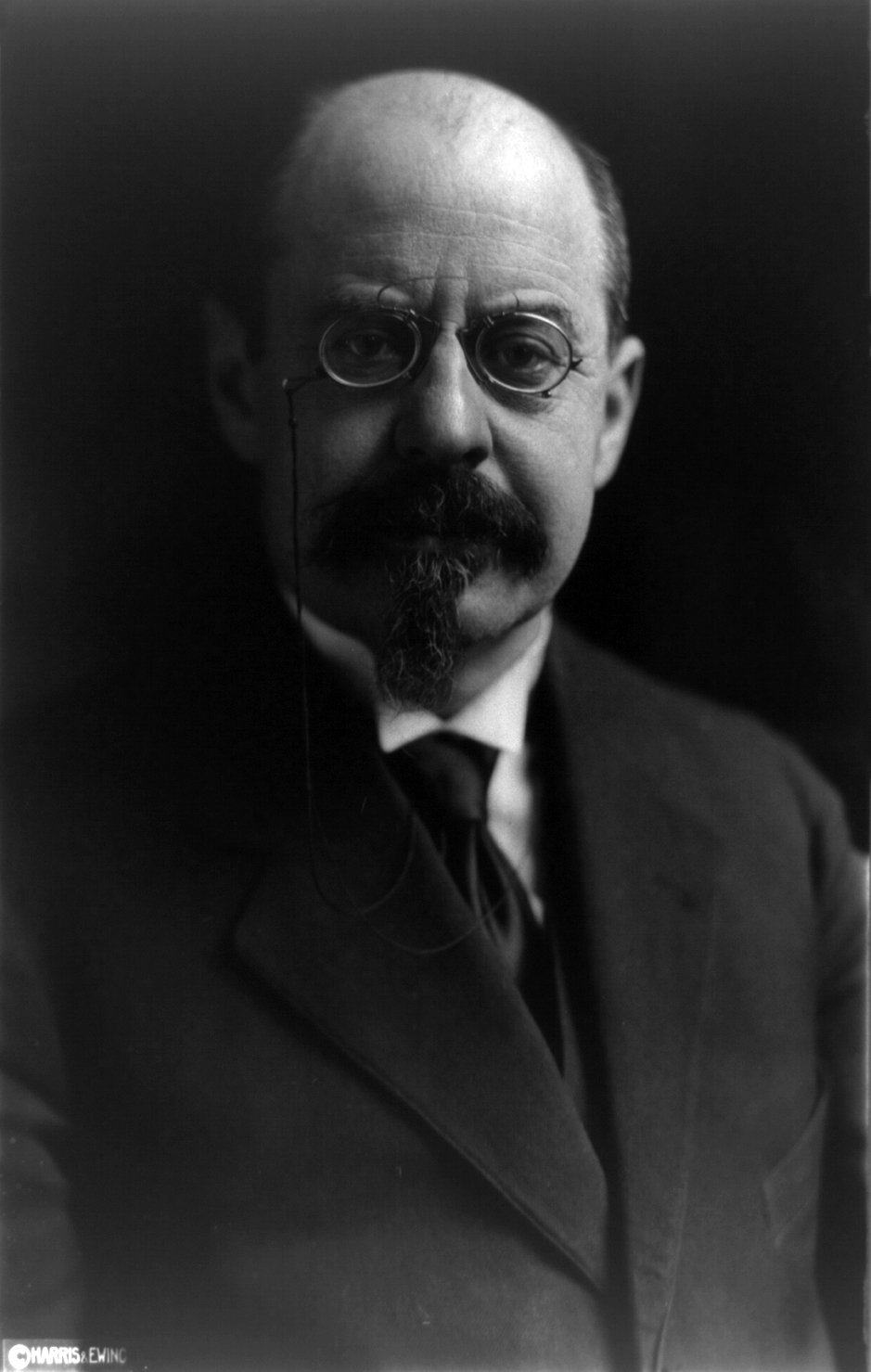
Emile Vandervelde

Le rapport comprend quarante pages auxquelles s'ajoutent vingt pages de déclarations individuelles recueillies par Casement en tant que Consul. On y trouve plusieurs récits sinistres de meurtres, de mutilations, d'enlèvements et de coups cruels portés à la population indigène par des soldats de l'administration congolaise du roi Léopold II. Des copies du rapport furent envoyées par le gouvernement britannique au gouvernement belge ainsi qu'aux nations signataires de l'accord de Berlin de 1885, qui avait procédé à la partition d'une grande partie de l'Afrique. Le gouvernement britannique demanda de réunir les quatorze pays signataires pour revoir l'accord de Berlin de 1885.
Alors que le rapport fut publié en tant que document de commandement en 1904 et déposé devant les Chambres du Parlement, l'original n'a été publié dans son intégralité qu'en 1985, dans une édition annotée par deux professeurs belges de l'histoire du colonialisme. Le Parlement belge, poussé par le leader politique et homme d'État socialiste Émile Vandervelde et d'autres critiques de la politique congolaise du roi, força un Léopold II réticent à créer une commission d'enquête indépendante. Ses conclusions confirmèrent le rapport de Casement dans les moindres détails. Cela conduisit à l'arrestation et à la condamnation de fonctionnaires qui avaient été responsables de meurtres lors d'une expédition de collecte de caoutchouc en 1903 (dont un ressortissant belge condamné à cinq ans de prison pour avoir tué par balle au moins 122 Congolais).

## Dissolution de la Congo Reform Association
Malgré ces découvertes, Léopold II réussit à maintenir son contrôle sur le Congo jusqu'en 1908, date à laquelle le Parlement belge annexa L’État indépendant du Congo et prit en charge son administration en tant que Congo Belge. Cependant, le coup final vint du successeur de Léopold II, le roi Albert Ier. En 1912 la Congo Reform Association fut dissoute à la suite du succès de sa mission.